# ارلا گوایرانتس
ارلا گوایرانتس (انگلیسی: Arella Guirantes؛ زادهٔ ۱۵ اکتبر ۱۹۹۷) بازیکن بسکتبال اهل ایالات متحده آمریکا است.